# 高瀬保 (歴史学者)
高瀬保（たかせ たもつ、1926年12月14日-1996年7月25日) は、日本の地方史学者。
富山県射水郡本江村(現・射水市)出身。1953年法政大学経済学部卒。富山県内の中学・高校教諭。1981年富山県立新湊高等学校教頭を最後に退職、のち富山大学講師。この間、68年から87年まで富山県史の編纂に携わり、県史編纂室主幹を務めた。1986年には富山県古文書研究会を結成。88年10月から富山市郷土博物館長。

## 著書
- 『加賀藩海運史の研究』雄山閣出版、1979年。
- 『近世越中の木材流通と東岩瀬港』富山港植物検疫協会、1980年。
- 『加賀藩流通史の研究』桂書房、1990年。
- 『加賀藩の海運史』成山堂書店、1997年。

### 共編著
- 『富山県の教育史』（坂井誠一共編著）思文閣出版〈都道府県教育史〉、1985年。
- 『富山藩侍帳』（近世文書を読む会解読）桂書房〈越中資料集成 1〉、1987年。
- 『富山町づくし 天保十二年』（照古会解読、桂新書）桂書房〈富山町方旧事調理帳〉、1989年。
- 『越中資料集成 別巻 2 越中立山古記録』広瀬誠共編 桂書房 1990-92
- 『越中立山古記録』第2、4巻 編 立山開発鉄道 1990-92
- 『越中資料集成 4 町吟味所御触留』編 近世文書を読む会解読 桂書房 1992
- 『図説日本の歴史 16 図説富山県の歴史』責任編集 河出書房新社 1993
- 『富山藩・町方事件簿 「富山町方旧記」現代語訳』編 若葉会 桂書房 1993
- 『富山藩天保の飢饉留記』編 古葉会解読 桂書房 桂新書 1995

### 雑誌、論文
- 「加賀藩廻米と上方依存の脱却」『富山史壇』32号。
- 「富山藩蝦夷出兵計画と海運」『富山史壇』50・51号。
- 「産物会所の設立をめぐる文久・慶応の産業政策」『越中史壇』25号。
- 「越中における原蓄過程の後進性」『越中史壇』26号。
- 「幕末に於ける加賀藩廻米の上方依存」『海事史研究』第2号、日本海事史学会、1966年10月、93 - 98頁。
- 「越中における北前船の活躍とその終焉」『富山県地理学論集』4号、富山地学会、1964年9月、17 - 22頁。
- 「加賀藩の海運と産業政策 海運の上方依存脱却」『海事史研究』第5号、1965年10月、1-14頁。
- 「加賀藩の海運政策と伏木の船問屋」『海事史研究』第7号、1966年10月、58 - 74頁。
- 「近世における越中小矢部・庄川の水運」『海事史研究』第9号、1967年10月。
- 「海運近代化に伴う北前船の没落と終焉 富山県の場合」、海事史研究10号1968年10月
- 「銭屋5兵衛考」、日本歴史252号、1969年5月
- 「近世における越中の運河計画」、富山史壇43号、1969年3月
- 「富山県における北前船主」、日本歴史274号、1971年3月
- 「加賀藩の享保期の津軽・南部・松前貿易」海事史研究17号、1971年10月
- 「富山藩の大坂廻米と飛騨への借金引当米」、富山史壇53号、1972年8月
- 「近世における飛興御用木の元伐と輸送」、地方史研究120号、1972年102月
- 「加智藩初期の飛騨北方材調達について 主として越中庄川の場合」、德川林政史研究所研究紀要、1973年3月
- 「能登塩の他領進出と西国塩」、日本歴史311号、1973年6月
- 「越中売薬と海運及び薩摩・富山藩との関係」『海事史研究』第22号、日本海事史学会、1974年4月、77 - 92頁。
- 「加賀藩の塩専売制の成立とその背景」、日本塩業の研究16号、1975年3月
- 「天頒以降の飛闘北方材の集散について」、徳川林政史研究所研究紀要、1975年3月
- 「幕滞制下の全国市場の形成と加賀藩「西廻り航路の開拓―」、日本史研究159号、1975年11月
- 「全国市場確立に伴う加賀藩の対応策」、海事史研究25号、1975年11月
- 「加賀藩の総合的河川改修と長州竹の移入」、德川林政史研究所研究紀要、1976年3月
- 「加賀番の松前・東北地方からの木材輸入 飛騨天領化以後について」『海事史研究』第27号、日本海事史学会、1976年10月、43 - 62頁。
- 「加賀藩の立山における林産資源の開発」、徳川林政史研究所研究紀要、1977年3月
- 「加賀藩における魚肥の普及」、日本歴史354号、1977年11月
- 「越中放生津町の四十物塩問屋と廻塩について」『海事史研究』第30号、日本海事史学会、1978年4月、15 - 32頁。
- 「中高岡綿場と備後国福山綿などについて」、芸備地方史研究118号、1980年
- 「越中における切出規約」『海事史研究』第42号、日本海事史学会、1985年10月、77 - 92頁。

## 関連文献
- 大聖寺藩史編纂会 編『大聖寺藩史』大聖寺藩史編纂会、1938年。
  - 大聖寺藩史編纂会 編『大聖寺藩史』（覆刻版）江沼地方史研究会、1975年。
- 『北陸総合学術調査団報告 第1冊 (北陸と海運)』北陸中日新聞社、1963年。